# Богословија „Света три Јерарха” у манастиру Крка
Богословија „Света три Јерарха“ у манастиру Крка најстарија је српска православна богословија, основана 1615. године.

## Историја
Од свог настанка манастир Крка је духовно, културно средиште свих православних Срба у Далмацији. Богословска школа отворена је још давне 1615. године и позната је као прва школа за свјештена лица у српском народу. Ова школа позната као Богословија Света Три Јерарха током времена се затварала, премјештала па поново отварала, у зависности од политичких и војних прилика у земљи. Једно вријеме богословија је била премјештена у Задар. Након кратког прекида она је обновила свој рад 1962. године, а од 2001. године поново је отворена при овом манастиру. Темељи за новоподигнуту зграду богословије осјвештани су 1985. године на дан Архангела Михаила. У темељ нове зграде узидан је по камен из Пећке Патријаршије, манастира Крке, Крупе, Драговића као и далматинских градова: Шибеника, Задра и Бенковца. Нова зграда је освећена 9. јула 1989. у време прославе 600-годишњице Косовске битке на Далматинском Косову.
Августа 2015. године, прослављено је 400 година постојања Богословије. Архијерејску литургију служио је патријарх српски Иринеј, уз присуство 11 владика.
Богословији је додељен Сретењски орден трећег степена (2024).